# سیارک ۸۲۳۰
سیارک ۸۲۳۰ (به انگلیسی: 8230 Perona، نامگذاری:1997TW16) هشت هزار و دویست و سیمین سیارک کشف شده‌است که در ۸ اکتبر ۱۹۹۷ کشف شد.
قدر مطلق سیارک برابر ۱۵٫۱۰ است.